# São Manuel
São Manuel es un municipio brasileño del interior del estado de São Paulo, Región Sudeste del país. Se ubica en latitud sur 22º43'52" y longitud oeste 48º34'14" a una altitud de 709 metros. Su población, estimada al 2014, era de 42,200 habitantes. El municipio está formado por la sede y el distrito de Aparecida de São Manuel.